# Бельчини
Бельчини (пол. Bielczyny, нім. Bildschön) — село в Польщі, у гміні Хелмжа Торунського повіту Куявсько-Поморського воєводства.
Населення — 353 особи (2011).
У 1975-1998 роках село належало до Торунського воєводства.

## Демографія
Демографічна структура станом на 31 березня 2011 року:
|          | Загалом | Допрацездатний вік | Працездатний вік | Постпрацездатний вік |
| -------- | ------- | ------------------ | ---------------- | -------------------- |
| Чоловіки | 167     | 46                 | 115              | 6                    |
| Жінки    | 186     | 44                 | 125              | 17                   |
| Разом    | 353     | 90                 | 240              | 23                   |